# Запорожченко Галина Михайлівна
Запорожченко (Галущак) Галина Михайлівна (8 лютого 1958, с. Лиса Підгаєцького району Тернопільської області) – українська поетеса, освітянка, краєзнавець, громадська діячка, членкиня Національної Спілки письменників України (2019).

## Життєпис
Народилася в родині сільських інтелігентів — завідувача клубу Михайла Галущака (1930—2007) та бібліотекаря Марії Галущак (Метанчук) (1936—2013).
Навчалася на філологічному факультеті Тернопільського національного педагогічного університету імені Володимира Гнатюка, який закінчила 1983 року.
Із середини 80-х років проживає на Півдні України – в м. Миколаєві, займається краєзнавством. Захоплюється світом мистецтва, пише поезію.
Завідує кабінетом навчальним «Освіта Миколаївщини» Миколаївського обласного інституту післядипломної педагогічної освіти.
Сестра поетеси Надії Бойко.

## Творчий доробок
Автор поетичних збірок:
- «Крізь роки-літа» (видавництво «Іліон», Миколаїв, 2017);
- «СонЦе» (видавництво «Іліон», Миколаїв, 2018);
- «Мазепа» (видавництво «Іліон», Миколаїв, 2018)[1]

- «Хай святиться надія» (видавництво «Іліон», Миколаїв, 2019)[2]

- «Равликове свято» (видавництво «Іліон», Миколаїв, 2020);
- «Слово на два голоси» (видавництво «Іліон», Миколаїв, 2021);
- «Адрійко і Сніговійко» (видавництво «Іліон», Миколаїв, 2021);
- «Співаночки-складаночки» (видавництво «Іліон», Миколаїв, 2021);
- «Ось такі дива у нас» (видавництво «Іліон», Миколаїв, 2023);
- «Бобошок і Горошок» (видавництво «Іліон», Миколаїв, 2023);
- «Нація Мужніх» (видавництво «Іліон», Миколаїв, 2023).

Співавтор поетичних збірок, альманахів, посібників:
- «Поетична топоніміка» (2018);
- «Крила» (2018);
- «Ковток життя» (2019);
- «Абетковий словограй: тавтограми, монофони» (2018);
- «Живлюща сила Ємигії» – «Літературна антологія Миколаївщини» (2019);
- «#ЄТекстМиколаївщини» — Антологія літературно-художніх творів (2020);
- «Сучасна література рідного краю» — Посібник серії «Шкільна бібліотека» для 5–7 класів закладів загальної середньої освіти (2020);
- «Література рідного краю» — Програма для закладів загальної середньої освіти (5–11 класи), Миколаїв (2020).

Ліро-епічну поему «Мазепа» авторка присвятила гетьманові України — Івану Мазепі. У творі читач бачить гетьмана як українського патріота, політика, воїна, полководця, волелюбну та сильну людину, яка нині є взірцем національної гідності й гордості, символом свободи та незалежності. Головний лейтмотив твору – любов до рідної землі, відстоювання, оборона та возвеличування незалежності України. Здійснення цієї ідеї відбувається навколо важкої і гострої дилеми, яка постала перед Мазепою: залишитися підданим Петра І і сприяти поневоленню України чи стати союзником Карла ХІІ й заручитися його підтримкою в боротьбі за її унезалежнення. Галина Запорожченко розкриває його місце в українській історії. 20 березня 2019 року, в рамках відзначення 380 річниці від дня народження Гетьмана України Івана Мазепи, пройшли авторські презентації поеми «Мазепа» в Музеї гетьманства та під час урочистого відкриття Музею Івана Мазепи в Успенському соборі Києво-Печерської Лаври. 20 вересня того ж року, з нагоди вшанування 310 роковин з дати смерті славетного гетьмана, авторка презентувала поему в Національному музеї літератури України.

## Публікації
- Стаття «Краса і мудрість казок Віри Марущак» // Газета «Южная правда», № 36, 11–14 травня 2019 [Архівовано 24 лютого 2020 у Wayback Machine.]
- Стаття «Краса і мудрість казок Віри Марущак». Сайт «Золота пектораль», 13.05.2019
- Стаття «Казковий світ Віри Марущак». Сайт «Буквоїд», 19.11.2019 [Архівовано 26 листопада 2019 у Wayback Machine.]
- Стаття «Світ добра і краси Віри Марущак». Сайт «Українська літературна газета», 08.12.2019 [Архівовано 1 грудня 2020 у Wayback Machine.]

- «Витає осінь». Добірка поезій // «Дебют-газета»: літературно-художнє видання/, № 5 (7), 2020.

## Відзнаки
- Дипломант Всеукраїнського літературного конкурсу імені Леся Мартовича — за добірку поезій (2018).
- Лауреат Міжнародної літературно-мистецької премії імені Пантелеймона Куліша — за книги віршів «СонЦе» і «Мазепа» та значну просвітницьку роботу (2020).
- Лауреат Міжнародної літературної премії імені Миколи Гоголя «Тріумф» — за книжку віршів «Хай святиться надія» та значну творчу, просвітницьку й громадську діяльність, популяризацію українського поетичного слова (2020).
- Лауреат Міжнародної літературно-мистецької премії імені Генріха Бьолля (2020).
- Медаль Гетьмана Івана Мазепи. Посвідчення № 325. Наказ № 13 від 20 березня 2019 р. Всеукраїнське об'єднання «Країна» (2019) [Архівовано 8 серпня 2020 у Wayback Machine.].
- Пам'ятна медаль «За Доброчинність». Посвідчення № 49, видане 20 березня 2019 р. Міжнародний доброчинний фонд «Українська хата» (2019).
- Медаль «Олександра Довженка» (2020).
- Переможець XIII обласного конкурсу «Краща Миколаївська книга» у номінації «Краща поетична збірка» (2019) [Архівовано 2 березня 2022 у Wayback Machine.].
- Медаль «За вірність національній ідеї» (2020) [Архівовано 7 березня 2021 у Wayback Machine.]